# Grå glansstare
Grå glansstare (Lamprotornis unicolor) är en fågel i familjen starar inom ordningen tättingar.

## Utseende och läte
Grå glansstare är en udda brungrå stare med slank kropp och lång och smal stjärt. I fräsch dräkt syns grönaktig glans på rygg och stjärt. Ögat är ljust. Bland lätena hörs dämpade jamande, raspiga och tjattrande ljud. Blågrön glansstare har också lång stjärt, men skiljs lätt från glå glansstare genom glansigt blåsvart fjäderdräkt.

## Utbredning och systematik
Fågeln förekommer i öppna akaciaskogar i södra Kenya och Tanzania. Den behandlas som monotypisk, det vill säga att den inte delas in i några underarter.

## Levnadssätt
Grå glansstare hittas i något fuktigt savann– och skogslandskap. Den ses vanligen i småflockar som ofta födosöker på marken.

## Status
Arten har ett stort utbredningsområde och internationella naturvårdsunionen IUCN kategoriserar arten som livskraftig. Beståndsutvecklingen är dock oklar.